# Браян Герберт
Браян Патрік Герберт (англ. Brian Patrick Herbert, 29 червня 1947) — американський письменник-фантаст, відомий завдяки своїй роботі над франшизою «Дюна», яку створив його батько, Френк Герберт.

## Творчість
У 1999 році Браян Герберт випустив у співавторстві з Кевіном Андерсоном роман «Дюна: Дім Атрейдесів» (англ. Dune: House Atreides), який став першою книгою нової трилогії про світ «Дюни». Дія трилогії «Прелюдія до Дюни» розгортається за 40 років до початку подій, описаних в першому романі про Дюну. Другий і третій роман трилогії носять назви «Дюна: Дім Харконненів» (англ. Dune: House Harkonnen) і «Дюна: Дім Корріно» (англ. Dune: House Corrino). Перш ніж приступити до написання нових книг про Дюну, Браян ретельно вивчив всі 6 книг оригінальної саги і склав масивний «Покажчик Дюни» (англ. Dune Concordance).
Слідом за «Прелюдією до Дюни» послідувала нова трилогія «Легенди Дюни» (романи «Дюна: Батлеріанский Джихад», «Хрестовий похід проти машин», «Битва за Корріно»), що переносить читача на 10000 років тому від подій оригінального роману, за часів Батлеріанского Джихаду — великої війни людей і мислячих машин.
У 2006—2007 роках Браян Герберт і Кевін Андерсон, спираючись на чернетки Френка Герберта, випустили дилогію, яка продовжує «Капітула Дюни» і завершує Хроніки Дюни — це романи «Мисливці Дюни» і « Піщані черви Дюни». У планах авторів дописати черговий цикл — «Герої Дюни».

## Нагороди
- 2000 рік — Премія «Геффен» за книгу «Дюна: Дім Атрейдесів» (Dune: House Atreides);

## Вибрані роботи

### Франшиза «Дюна» (спільно з Кевіном Джеймсом Андерсоном)
- «Прелюдія до Дюни» (англ. Prelude to Dune)
  - «Дім Атрідів» (англ. House Atreides, 1999)
  - «Дім Харконненів» (англ. House Harkonnen, 2000)
  - «Дім Корріно» (англ. House Corrino, 2001)

- «Легенди Дюни» (англ. Legends of Dune)
  - «Батлеріанський джигад» (англ. The Butlerian Jihad, 2002)
  - «Хрестовий похід проти машин» (англ. The Machine Crusade, 2003)
  - «Битва за Коррін» (англ. The Battle of Corrin, 2004)

- «Мисливці Дюни» (англ. Hunters of Dune, 2006)
- «Піщані черви Дюни» (англ. Sandworms of Dune, 2007)

- «Герої Дюни» (англ. Heroes of Dune)
  - «Пол з Дюни» (англ. Paul of Dune, 2008)
  - «Вітри Дюни» (англ. The Winds of Dune, 2009)

- «Великі школи Дюни» (англ. Great Schools of Dune)
  - «Сестринство Дюни» (англ. Sisterhood of Dune, 2012)
  - «Ментати Дюни» (англ. Mentats of Dune, 2014)
  - «Навігатори Дюни» (англ. Navigators of Dune, 2016)

- «Трилогія Каладана» (англ. The Caladan Trilogy)
  - «Барон Каладана» (англ. The Duke of Caladan, 2020)
  - «Леді Каладана» (англ. The Lady of Caladan, 2021)
  - «Спадкоємець Каладана» (англ. The Heir of Caladan, 2022)